# Марк Гавий Орфит
Марк Гавий Орфит (на латински: Marcus Gavius Orfitus) е политик и сенатор на Римската империя през 2 век.

## Биография
Произлиза от фамилията Гавии от Верона. Роднина е вероятно с Марк Гавий Клавдий Сквила Галикан (консул 127 г.) и синът му Марк Гавий Сквила Галикан (консул 150 г.) и неговите деца Марк Гавий Корнелий Цетег (консул 170 г.) и Гавия Корнелия Цетегила.
През 165 г. Орфит е редовен консул заедно с Луций Арий Пудент.